# Динатриевая соль этилендиаминтетрауксусной кислоты
Дина́триевая соль этилендиаминтетрау́ксусной кислоты́ (другие названия: комплексо́н-III, трило́н Б, хелато́н III, динатрия эдетат) — органическое соединение, натриевая соль этилендиаминтетрауксусной кислоты, представляет собой белый кристаллический порошок или кристаллы белого цвета. Хорошо растворяется в воде и щелочах, очень слабо растворяется в спирте; водный 1 % раствор имеет рН 4,5; препарат с массовой долей 5 % — рН 4—5,5.
Образует очень устойчивые комплексные соединения с большинством катионов.
Вступает в реакцию с сильными окислителями.
При хранении вещества не допускать его контакта с алюминием, цинком, никелем, медью и медными сплавами.

## Описание
Представляет собой кристаллический порошок белого цвета. Растворимость в воде составляет 10,5 г / 100 мл (20° C).
Торговое название «трилон Б» было введено фирмой BASF и использовалось как торговая марка, но очень быстро вошло во все языки и используется другими фирмами для обозначения продукта.
Используются также тринатриевая и тетранатриевая соль этилендиаминтетрауксусной кислоты, но для связывания того же количества ионов их надо брать в большем количестве. Трилон Б придаёт растворимость нерастворимым солям многих металлов. Его действие основано на извлечении ионов металла из молекул нерастворимых солей металлов и замещения в них ионами натрия, почти все соли которого растворимы в воде, причём независимо от валентности металла 1 молекула трилона реагирует с 1 молекулой соли металла. Это ценное свойство нашло большое применение в аналитической химии.
Пример растворения нерастворимого осадка карбоната кальция:
ЭДТА-Na2 (растворим) + CaCO3 (нерастворим) → ЭДТА-Ca(растворим) + Na2CO3 (растворим).
Аналогичное взаимодействие происходит с солями меди, железа в степени окисления II и III, магния и марганца. Причём трилон Б не является окислителем и не взаимодействует с металлами, находящимися в нулевой степени окисления.

## Применение
Основное применение: делает нерастворимые соли металлов растворимыми.
- в аналитической химии для качественного и количественного определения многих катионов и анионов, напр.: Ca, Mg, Cu, Со, Ni, Zn, Fe, Mo, Al, редкоземельных элементов, Tc, U, SO42−, PO43−, CN− и др. (см. Комплексонометрия), при потенциометрических, полярографических и амперометрических определениях.
- в производстве медицинских препаратов и при отравлениях тяжелыми металлами;
- в производстве препаратов для бытовой химии и в синтетических моющих средствах;
- в сельском хозяйстве и гидропонном растениеводстве, для повышения стабильности железа в питательных растворах, а также для улучшения усвоения питательных элементов при внекорневой подкормке растений;
- при консервировании и др.;
- в реставрационных работах для удаления коррозии с изделий из бронзы и других цветных металлов, особо хорошо себя проявляет в очистке изделий из серебра[4];
- в промышленности для промывки теплоэнергетического оборудования, труб, трубопроводов котлов от накипи и ржавчины, уменьшающих полезное сечение, водоподготовки в котельных и теплосетях, с этой же целью трилон Б применяют для очистки автомобильных систем охлаждения, защиты стиральных машин от накипи как отдельный препарат или в комплексе со стиральным порошком;
- в виде стабилизатора в процессах полимеризации;
- в целлюлозно-бумажной промышленности;
- при производстве каучука;
- аммиачный раствор трилона Б (5 % аммиака, 3 % трилона Б) позволяет быстро и эффективно восстанавливать свинцовые аккумуляторы за счёт десульфатации свинцовых пластин[источник не указан 2088 дней];

### В фотографии
Трилон Б применяют в качестве водоумягчителя в различных растворах, при приготовлении таких растворов на дистиллированной воде, трилон Б можно не применять, но в рецептах отбеливающих растворов в цветной фотографии трилон Б служит для получения непосредственно в растворе железной соли трилона Б, которая обладает свойством окислять металлическое серебро; в таких растворах исключать трилон Б нельзя; тем не менее, подобная рецептура получения железной соли трилона Б использовалась только в устаревших процессах Agfa/Orwo и для цветных материалов СССР, выпуск которых полностью прекращён в конце 1990-х годов; в современных процессах C-41, E-6 и RA-4 железная соль трилона Б по-прежнему применяется для этой цели, однако подобный способ её получения непригоден по причине загрязнения раствора, поэтому необходимо использовать чистый реактив.

## Опасность для человека
Может вызвать раздражение кожи, слизистых оболочек глаз и дыхательных путей и вызвать симптомы бронхита.

### Средства индивидуальной защиты
Противопылевой респиратор, средства защиты лица, глаз.

### Меры первой помощи
Вынести пострадавшего на свежий воздух, снять загрязнённую одежду. Глаза и кожные покровы тщательно и обильно промыть водой. Оттягивать веки от глазных яблок для более полного промывания. При проглатывании прополоскать рот, дать воды для питья.